# Công nhận các cặp cùng giới ở Ý
Ý đã công nhận các kết hợp dân sự (tiếng Ý: unione civile) kể từ ngày 5 tháng 6 năm 2016, cung cấp cho các cặp cùng giới với hầu hết các biện pháp bảo vệ pháp lý được các cặp vợ chồng yêu thích. Dự luật cho phép các công đoàn như vậy, cũng như các quan hệ đối tác đã đăng ký trung lập về giới tính, đã được Thượng viện phê chuẩn vào ngày 25 tháng 2 và Phòng nghị sĩ vào ngày 11 tháng 5 và được Tổng thống Ý ký vào luật ngày 20 tháng 5. Luật được công bố trên công báo vào ngày hôm sau và có hiệu lực vào ngày 5 tháng 6. Trước đó, một số vùng đã ủng hộ luật quốc gia về đoàn thể dân sự và một số thành phố đã thông qua luật quy định cho đoàn thể dân sự, mặc dù các quyền được trao bởi các đoàn thể dân sự này thay đổi từ nơi này sang nơi khác.

## Lịch sử
Năm 1986, lần đầu tiên, nhóm Cộng sản Phụ nữ liên nghị viện và tổ chức quyền đồng tính chính của Arcigay (Ý đã đưa ra vấn đề liên minh dân sự trong Quốc hội Ý. Điều này được dẫn dắt bởi Ersilia Salvato trong Thượng viện Ý và bởi Romano Bianchi và Angela Bottari trong Hạ viện, những người cùng nhau cố gắng đưa ra ý tưởng về luật pháp. Năm 1988, sau khi vận động hành lang bởi Arcigay, Alma Cappiello Agate (luật sư và nghị sĩ Chủ nghĩa xã hội đã giới thiệu dự luật đầu tiên tại Nghị viện (PdL N. 2340,  Chỉ thị về gia đình thực tế , ngày 12 tháng 2 năm 1988), kêu gọi cho sự thừa nhận sống thử giữa "người". Dự luật thất bại, nhưng đề xuất của Cappiello đã nhận được sự đưa tin rộng rãi trên báo chí (nơi một số nhà báo nói về hôn nhân hạng hai), và lần đầu tiên thừa nhận khả năng của các hiệp hội đồng tính.
Trong những năm 1990, một loạt các dự luật liên minh dân sự thường xuyên được giới thiệu và từ chối trong Nghị viện, được củng cố bằng thảo luận trong Nghị viện châu Âu về quyền bình đẳng đối với người đồng tính về hôn nhân và nhận con nuôi.
Trong phiên họp quốc hội lần thứ XIII, ít nhất mười dự luật đã được trình bày (bởi Nichi Vendola, Luigi Manconi, Gloria Buffo, Ersilia Salvato, Graziano Cioni, Antonio Soda, Luciana Sbarbati, Antonio Lisi, Anna Maria De Luca và Mauro Paissan). Không ai trong số này từng tham gia một cuộc thảo luận trên sàn Nhà - nhất là do ảnh hưởng rõ ràng và sự phản đối gay gắt của hệ thống phân cấp Công giáo thường lên tiếng về các vấn đề chính trị với sự cộng hưởng đạo đức.
Vào tháng 9 năm 2003, Nghị viện châu Âu đã phê chuẩn một nghị quyết mới về quyền con người chống phân biệt đối xử với lý do khuynh hướng tình dục. Mỗi quốc gia thành viên phải xác nhận sẽ có tác dụng xóa bỏ mọi hình thức phân biệt đối xử - lập pháp hoặc de facto. Trong Quốc hội XIV, hoạt động chính trị do Franco Grillini dẫn đầu đã tranh luận về các đề xuất cho PACS đã tìm thấy sự hỗ trợ cắt ngang.
Grillini đã giới thiệu các thủ tục tố tụng tại Nghị viện vào ngày 8 tháng 7 năm 2002 dựa trên luật pháp đã tồn tại trong Đan Mạch. Tuy nhiên, nguyên tắc PACS đã được cộng hưởng của Alessio De Giorgi và Christian Pierre Panicucci đưa ra vào ngày 21 tháng 10 năm 2002 tại Đại sứ quán Pháp tại Rome. Cùng ngày hôm đó, Grillini đã giới thiệu dự luật trong Quốc hội; cuối cùng nó đã thất bại nhưng đã được 161 nghị sĩ từ trung tâm bên trái ủng hộ.

### Chính phủ Prodi II
Trong chiến dịch bầu cử năm 2006, lãnh đạo phe đối lập lúc đó, Romano Prodi, đã hứa sẽ trao quyền hợp pháp cho các cặp vợ chồng trên thực tế nếu được bầu. Liên minh bên trái của ông Prodi sau đó đã giành được quyền lực và vào tháng 2 năm 2007, Chính phủ đã phê duyệt dự thảo luật để công nhận đối tác trong nước dưới tên Diritti e doveri delle Persone ổn định Conviventi (DICO; tiếng Việt: Quyền và nghĩa vụ của những người sống chung ổn định). Dự luật đề xuất cung cấp cho các cặp vợ chồng chưa kết hôn, bao gồm các cặp cùng giới, các phúc lợi y tế và phúc lợi xã hội, và cung cấp quyền thừa kế sau khi một cặp vợ chồng sống chung ít nhất 9 năm. Dự luật vấp phải sự phản đối đáng kể từ Giáo hội Công giáo, và trong Thượng viện từ phần lớn phe đối lập cánh hữu và thậm chí từ một số thành phần nhất định trong liên minh gãy xương của Prodi. Sự chậm trễ có nghĩa là dự luật không thể đạt được mức sàn cho một cuộc bỏ phiếu kết luận.
Một cuộc biểu tình đã được tổ chức tại Rome vào ngày 10 tháng 3 năm 2007 để hỗ trợ luật pháp và để tránh bị Prodi tịch thu. Hàng ngàn nhà hoạt động vẫy đồng hồ báo thức trong không khí, báo hiệu đã đến lúc phải có luật như vậy. Một số quan chức chính phủ (như Bộ trưởng Cơ hội Bình đẳng, Barbara Pollastrini, và Bộ trưởng Đoàn kết Xã hội, Paolo Ferrero) đã tham gia biểu tình và sau đó bị Prodi chỉ trích vì sự tham gia của họ. Hai ngày sau, Hội đồng Giám mục Ý (CEI) đã tổ chức một cuộc phản kháng, cũng tại Rome. Nguồn tin cảnh sát cho rằng khoảng 800.000 người đã tham gia biểu tình, bao gồm một số bộ trưởng của chính phủ Công giáo như Clemente Mastella và Giuseppe Fioroni. Vào ngày 16 tháng 6, Niềm tự hào đồng tính Rome hàng năm đã đạt kỷ lục tham dự với khoảng 1.000.000 người biểu tình. Diễu hành niềm tự hào có một hương vị chính trị mạnh mẽ, vì các hiệp hội LGBT có nghĩa là nó là một phản ứng với các cuộc biểu tình của phe đối lập.
Cuối năm nay, dự luật DISCO đã được hợp nhất với các đề xuất của liên minh dân sự khác và Ủy ban Tư pháp của Thượng viện đã thảo luận về một dự thảo mới được gọi là Contratto di Unione Solidale (Hợp đồng cho các đoàn thể xã hội). Tuy nhiên, vào tháng 2 năm 2008, một cuộc bầu cử sớm đã được triệu tập, do đó giải tán Quốc hội đương nhiệm và tất cả các luật pháp đang chờ xử lý đã chết trong ủy ban.
Hai nhà làm phim người Ý, Gustav Hofer và Luca Ragazzi, đã theo dõi toàn bộ cuộc thảo luận về luật DICO và thực hiện một bộ phim tài liệu đoạt giải Bỗng dưng, Mùa đông năm ngoái (Improvvisamente l'inverno scorso).

### Chính phủ Berlusconi IV
Mặc dù đa số cai trị (Nhân dân tự do - Lega Nord) của Chính phủ Berlusconi đã được bầu vào tháng 5 năm 2008 mà không hứa hẹn bất kỳ cải thiện nào cho quyền của các cặp cùng giới, một số nghị sĩ của đảng (chẳng hạn như Renato Brunetta, Bộ trưởng Đổi mới và Hành chính công, Lucio Barani và Francesco De Luca) đã cố gắng hành động độc lập và đệ trình luật pháp lên Quốc hội. Dự luật của một thành viên tư nhân được gọi là DiDoRe (Diritti e Doveri di Reciprocità dei conviventi, tiếng Việt: Quyền và nghĩa vụ lẫn nhau cho các đối tác sống chung) đã được giới thiệu, nhưng không thành công. Nếu nó đã được thông qua, nó sẽ chỉ giống như "sống thử không đăng ký", vì nó không cung cấp cho một hệ thống đăng ký công cộng.

### Chính phủ Monti
Chính phủ Monti không ban hành bất kỳ luật pháp nào công nhận các mối quan hệ đồng tính. Tuy nhiên, có một số phát triển quan trọng trong hệ thống tư pháp Ý. Năm 2009, một cặp đôi đồng tính từ Venice đã kiện chính quyền địa phương vì đã từ chối họ giấy phép kết hôn. Vụ án được Toà án Venice chuyển đến Tòa án hiến pháp liên quan đến mâu thuẫn có thể xảy ra giữa Bộ luật dân sự (không cho phép kết hôn cùng giới) và các điều 3 của Ý Hiến pháp (cấm mọi loại phân biệt đối xử) và điều 29 (trong đó nêu một định nghĩa trung lập về giới tính không rõ ràng về hôn nhân). Tòa án Hiến pháp ra phán quyết vào ngày 14 tháng 4 năm 2010 rằng lệnh cấm theo luật định đối với hôn nhân cùng giới không phải là vi phạm Hiến pháp.
Vào tháng 1 năm 2011, Tòa án giám đốc thẩm đã đảo ngược quyết định thấp hơn trong đó tuyên bố rằng một công dân EU kết hôn với một công dân Ý cùng giới không được phép ở lại Ý, vì họ không Một gia đình theo luật pháp Ý. Tòa án tối cao phán quyết rằng thẩm phán cấp dưới nên áp dụng Chỉ thị châu Âu 2004/38 / EC bên phải công dân của Liên minh để di chuyển và cư trú tự do trong quốc gia thành viên.
Vào năm 2012, các tòa án đã xem xét trường hợp của một cặp cùng giới được tạo thành từ một người đàn ông Ý kết hôn với Uruguay một công dân trong Tây Ban Nha. Trong một phán quyết mang tính bước ngoặt, Tòa án giám đốc thẩm đã tuyên bố vào ngày 15 tháng 3 rằng "các cặp cùng giới có quyền có cuộc sống gia đình như các cặp vợ chồng thẳng thắn", nói thêm rằng "tư pháp sẽ cấp cho họ các quyền hợp pháp tương tự như được hưởng trong hôn nhân theo quy tắc từng trường hợp cụ thể ". Mặc dù các phán quyết của Tòa án không ràng buộc bên ngoài vụ kiện đã được quyết định, các tòa án cấp dưới thấy những phán quyết đó có sức thuyết phục. Trong khi Nghị viện vẫn có quyền giới thiệu các công đoàn cùng giới hay không, thì phán quyết đã mở đường cho các công đoàn đó tương đương với hôn nhân, trừ tên và để các thẩm phán công nhận quyền cá nhân đối với các cặp vợ chồng sống chung. Các cuộc hôn nhân được tổ chức ở nước ngoài trong tương lai sẽ cho phép đối tác quốc gia ngoài EU có được giấy phép cư trú vĩnh viễn của Ý.
Vào tháng 5 năm 2012, đảng chính trị Ý về giá trị (Italia dei Valori) đã trở thành đảng đầu tiên tuyên bố công khai rằng họ sẽ thúc đẩy hôn nhân cùng giới. Nhà lãnh đạo đảng, Antonio Di Pietro nói: "Đảng của chúng tôi là người đầu tiên ở Ý theo dõi tổng thống Mỹ Barack Obama. Chúng tôi mời các đảng khác của Ý ủng hộ hôn nhân đồng tính. Bạn không cần phải ngại ngùng nói có".
Vào tháng 7 năm 2012, Đảng Dân chủ đã phê duyệt nền tảng của mình về các quyền dân sự, bao gồm cả việc công nhận các hiệp hội cùng giới. Cánh thế tục của đảng đã cố gắng để bỏ phiếu về chuyển động của nó về hôn nhân cho các cặp cùng giới, nhưng nó đã bị ủy ban dân quyền ngăn chặn. Ngày hôm sau, thủ lĩnh của Phong trào năm sao, Beppe Grillo, đã chỉ trích sự kiện này và đưa ra quan điểm về hôn nhân cho các cặp cùng giới.

### Chính phủ Letta
Vào ngày 28 tháng 4 năm 2013, Chính phủ Letta, một nội các liên minh lớn, được thành lập bởi một số thành viên từ PD, PdL và SC. Chỉ có Đảng Dân chủ và TỰ cam kết ủng hộ việc công nhận mối quan hệ cùng giới trong chiến dịch chính trị.
Vào ngày 14 tháng 5 năm 2013, Quốc hội Ý đã mở rộng các lợi ích chăm sóc sức khỏe cho các bạn đời cùng giới của các nghị sĩ. Quy tắc này đã có hiệu lực đối với các đối tác dị tính trong nhiều thập kỷ. Cùng tháng đó, một thẩm phán người Ý đã đăng ký một quan hệ đối tác dân sự Anh được ký hợp đồng bởi hai người đàn ông Ý. Việc đăng ký xảy ra trong Milan và cặp đôi đã được đăng ký trong sổ đăng ký liên minh dân sự địa phương được phê duyệt vào năm 2012.
Bộ trưởng Bộ Bình đẳng, Josefa Idem (PD), sau đó tuyên bố cô sẽ giới thiệu một dự luật nghị viện sẽ công nhận các hiệp hội cùng giới và quyền chung sống. Vào tháng 6, Ủy ban Tư pháp của Ý Thượng viện đã bắt đầu kiểm tra một số dự luật liên quan đến việc công nhận các cặp cùng giới. Ba dự luật (S.15, S.204 và S.393) đã được lên kế hoạch cho phép các cặp cùng giới kết hôn và ba người còn lại (S.197, S.239 và S.314) sẽ cho phép họ (và người khác giới các cặp vợ chồng) để đăng ký quan hệ đối tác của họ như là người sống chung.

### Chính phủ Renzi
Vào ngày 15 tháng 12 năm 2013, thư ký mới được bầu của Đảng Dân chủ, Matteo Renzi, tuyên bố rằng đảng sẽ làm việc để công nhận các mối quan hệ đồng tính. Trong chiến dịch chính trị bầu cử bí thư đảng mới, Renzi đã xác định giải pháp được sử dụng trước đây ở Anh và được gọi là quan hệ đối tác dân sự (mặc dù sau đó, Anh đã giới thiệu hôn nhân cho các cặp cùng giới ở 2014). Renzi sau đó trở thành Thủ tướng Ý vào tháng 2 năm 2014. Các chính trị gia hàng đầu của Ý như Ignazio Marino, Thị trưởng thành Rome, Giuliano Pisapia, của Milan, và Virginio Merola, của Bologna, bị ép để luật pháp được thông qua khẩn cấp.
Renzi ban đầu lên kế hoạch cho một cuộc thảo luận vào tháng 9 năm 2014, và không sử dụng nghị định của chính phủ, cũng như không có động thái tự tin, điều đó sẽ đẩy nhanh cuộc tranh luận. Dự luật này thuộc Ủy ban Tư pháp của Thượng viện và nó đã bị trì hoãn nhiều lần do việc chiếu phim Trung tâm mới. Dự luật sẽ đảm bảo các lợi ích tương tự dành riêng cho hôn nhân, nhưng nó chỉ dành cho các cặp cùng giới. Hơn nữa, con riêng nhận con nuôi đã được đưa vào trong khi việc nhận con nuôi chung không dựa trên Đức Công nhận quan hệ cùng giới ở Đức, được hỗ trợ bởi đa số lớn: Đảng Dân chủ, Phong trào năm sao, một nửa của Forza Italia và Trái Tự do sinh thái. Một số nghị sĩ phản đối việc nhận con nuôi, trong khi những người khác yêu cầu hôn nhân cùng giới.
Vào ngày 9 tháng 2 năm 2015, Tòa án giám đốc thẩm tối cao giữ nguyên phán quyết năm 2010 của Tòa án hiến pháp, bằng cách tuyên bố rằng việc kết hôn với các cặp cùng giới là không vi hiến, cũng không phải là quyền lập hiến, mà chỉ là quyết định của quốc hội, cũng như giới thiệu các liên minh dân sự hoặc quan hệ đối tác dân sự.
Vào ngày 10 tháng 6 năm 2015, Phòng đại biểu, là hạ viện của Quốc hội Ý, đã thông qua một kiến nghị buộc Chính phủ phải phê chuẩn dự luật về liên minh dân sự giữa những người cùng tình dục. Tất cả các đảng lớn trình bày các chuyển động khác nhau, và tất cả đều bị từ chối ngoại trừ đảng Dân chủ. Chỉ vài ngày trước, Nghị viện châu Âu đã thông qua một kiến nghị yêu cầu các thành viên của Liên minh châu Âu công nhận các mối quan hệ đồng tính và gia đình; tuy nhiên, chuyển động không có lực lượng pháp luật.
Vào ngày 21 tháng 7 năm 2015, Tòa án Nhân quyền Châu Âu, trong vụ án Oliari and Others v. Italy, phán quyết rằng Ý đã vi phạm Công ước châu Âu về quyền con người bằng cách không công nhận quyền sống gia đình của các cặp cùng giới.
Vào ngày 7 tháng 10 năm 2015, một dự luật thành lập các liên minh dân sự cùng giới và các thỏa thuận chung sống trung lập về giới đã được đệ trình lên Nghị viện. Nó đã có lần đọc đầu tiên trong Thượng viện vào ngày 14 tháng 10 năm 2015. Mặc dù Berlusconi, lãnh đạo đảng đối lập Forza Italia, đã tuyên bố ủng hộ cả việc công nhận các cặp cùng giới và nhận con nuôi, nhiều nghị sĩ từ đảng của ông chỉ trích hoặc phản đối dự luật. Tuy nhiên, mặc dù có một phiếu bầu miễn phí, Renzi muốn dự luật được phê duyệt càng sớm càng tốt.
Vào ngày 25 tháng 2 năm 2016, dự luật đã được Thượng viện Ý phê chuẩn trong cuộc bỏ phiếu 173-71. Luật pháp quy định các cặp cùng giới có hầu hết các quyền của hôn nhân ngoại trừ việc nuôi dạy con cái (con nuôi hoặc con nuôi chung) và quyền sinh sản (IVF đối với các cặp đồng tính nữ). Dự luật được chuyển cho Phòng đại biểu nơi dự kiến sẽ bỏ phiếu sớm hơn giữa tháng 5. Vào ngày 8 tháng 3, Ủy ban Tư pháp của Hạ viện bắt đầu thảo luận về dự luật. Trong phiên họp về đêm 19 tháng 20, Ủy ban đã gửi dự luật lên sàn để tranh luận chung. Vào ngày 27 tháng 4, các diễn giả của House House đã quyết định bắt đầu cuộc tranh luận vào ngày 9 tháng 5 và kết thúc vào ngày 12 tháng Năm. Vào ngày 11 tháng 5, Phòng đại biểu đã phê chuẩn dự luật với 372 đến 51 phiếu ủng hộ, với 99 phiếu trắng. Sau đó, nó đã được ký bởi Tổng thống Sergio Mattarella vào ngày 20 tháng 5. Luật được công bố trên công báo vào ngày 21 tháng 5 và có hiệu lực vào ngày 5 tháng 6 năm 2016. Vào ngày 21 tháng 7, Hội đồng Nhà nước Ý đã phê chuẩn một nghị định của chính phủ thiết lập các cơ quan đăng ký liên minh dân sự trên cả nước, cho phép các đoàn thể dân sự đầu tiên được đăng ký tại Ý trong những ngày tới. Vào ngày 24 tháng 7, cặp đôi đồng tính đầu tiên đã tham gia vào một liên minh dân sự, trong Castel San Pietro Terme, gần Bologna.
Những người phản đối tuyên bố họ sẽ thúc đẩy một cuộc trưng cầu dân ý để lật ngược luật kết hợp dân sự.

## Hôn nhân và công nhận hôn nhân được thực hiện ở nước ngoài
Vào ngày 9 tháng 4 năm 2014, Tòa án Dân sự của Grosseto đã ra lệnh rằng một cuộc hôn nhân cùng giới được ký hợp đồng ở nước ngoài được công nhận tại thành phố. Án lệnh sau đó đã bị hủy bởi Tòa phúc thẩm của Florence. Grosseto được theo dõi bởi các thành phố Bologna, Naples và Fano vào tháng 7 năm 2014, Empoli, Pordenone, Udine và Trieste vào tháng 9 năm 2014, và Florence, Piombino, Milan, Rome và Livorno vào tháng 10 năm 2014.
Vào năm 2014, Bộ trưởng Nội vụ, Angelino Alfano, đã ra lệnh cấm tất cả các quận trưởng hủy bỏ tất cả các đăng ký được thực hiện bởi các thị trưởng công nhận hôn nhân cùng giới được tổ chức ở nước ngoài, cho rằng Bộ luật Dân sự Ý không đề cập đến cùng giới kết hôn và vì vậy bất kỳ nỗ lực để nhận ra nó là bất hợp pháp. Hệ thống pháp luật đã được sử dụng để ngăn chặn một số thị trưởng công nhận các cặp cùng giới, nhưng tất cả các trường hợp như vậy cuối cùng đã bị tòa án bác bỏ sau khi không xác định được một hành vi phạm tội cụ thể. Thật vậy, một công tố viên công cộng ở thành phố Udine đã phán quyết rằng một quận có thể không làm mất hiệu lực các cuộc hôn nhân được các thị trưởng thành phố đồng ý, do đó hủy bỏ lệnh của Alfano. Vào ngày 9 tháng 3 năm 2015, Tòa án Hành chính Khu vực của Lazio đã đình chỉ án lệnh của Alfano vì chỉ có các tòa án dân sự chứ không phải bất kỳ quận nào có thể hủy bỏ đăng ký kết hôn cùng giới. Tuy nhiên, tòa án cũng thấy rằng các cuộc hôn nhân ở nước ngoài không thể được công nhận ở Ý vì thiếu luật pháp trong nước.
Alfano sau đó đã kháng cáo lên Hội đồng Nhà nước, tòa án hành chính cao nhất của Ý. Vào tháng 10 năm 2015, Tòa án đã đảo ngược bản án; phán quyết rằng đó là trong vai trò của quận để đảm bảo tất cả các hành vi công cộng là hợp pháp. Do đó, tất cả các đăng ký kết hôn cùng giới được thực hiện ở nước ngoài không thể được công nhận ở Ý và phải được hủy bỏ. Các nhà hoạt động vì quyền của người đồng tính phàn nàn rằng Carlo Deodato, thẩm phán của Hội đồng Nhà nước soạn thảo bản án, tự nhận mình là "Công giáo, kết hôn và là cha của hai người" và đã bày tỏ sự không tán thành hôn nhân cùng giới thông qua Twitter không được coi là vô tư. Họ hứa sẽ kháng cáo lên Tòa án Nhân quyền Châu Âu nếu cần thiết vì vi phạm Hiến pháp Ý.
Vào ngày 31 tháng 1 năm 2017, Tòa án hiến pháp Ý phán quyết rằng một cuộc hôn nhân cùng giới, được tiến hành giữa hai người phụ nữ và được thực hiện tại Nord-Pas-de-Calais tại Pháp, phải được công nhận ở Ý. Tòa án đã từ chối xét xử vụ án thị trưởng của thị trấn nhỏ Santo Stefano del Sole, người đang cố gắng kháng cáo một bản án trước đó được đưa ra từ Tòa án phúc thẩm của Napoli, trong đó hôn nhân được chính thức công nhận. Một trong hai người phụ nữ có quyền yêu cầu quyền công dân Ý  jus sanguinis . Do đó, việc từ chối công nhận liên minh được coi là vi phạm trực tiếp Hiến chương về quyền cơ bản của Liên minh châu Âu, về các quyền cơ bản của công dân châu Âu, về quyền di chuyển tự do cho công dân trên khắp các quốc gia thành viên và, cuối cùng, về cơ sở không phân biệt đối xử.
Vào ngày 14 tháng 12 năm 2017, Tòa án Nhân quyền Châu Âu phán quyết rằng việc Ý từ chối công nhận hợp pháp các cuộc hôn nhân của các cặp cùng giới kết hôn ở nước ngoài vi phạm quyền của các cặp vợ chồng để tôn trọng cuộc sống riêng tư và gia đình. 6 cặp vợ chồng, (trong đó, 3 người kết hôn trong Canada, 2 trong Hà Lan và 1 trong California) đã tìm cách đăng ký kết hôn tại Ý nhưng các quan chức Ý đã từ chối, trích dẫn lệnh năm 2001 của Bộ Nội vụ cho biết hôn nhân cùng giới là "trái với quy tắc của trật tự công cộng". Tòa cũng yêu cầu Italy trả tiền bồi thường cho các cặp vợ chồng.

## Quan điểm của nhà thờ

### Giáo hội Công giáo La Mã
Giáo hội Công giáo La Mã là giáo phái Kitô giáo lớn nhất và có ảnh hưởng nhất ở Ý. Nó trái ngược với bất kỳ sự công nhận nào về các mối quan hệ đồng tính và đã nhiều lần chặn việc đưa ra luật dân sự như vậy. Tuy nhiên, đã có sự bất đồng công khai về các vấn đề giữa các nhân vật cấp cao.
Vào năm 2007, Angelo Bagnasco (Tổng giám mục Genève và Chủ tịch Hội đồng Giám mục Ý) đã so sánh ý tưởng công nhận kết hợp dân sự với sự công nhận của nhà nước đối với tội loạn luân và ấu dâm. Sau đó, ông đã lên án một phán quyết được đưa ra bởi các tòa án Tuscan vào năm 2014, lần đầu tiên ở Ý, đã công nhận cuộc hôn nhân của một cặp vợ chồng cùng giới đã kết hôn ở New York. Anh ta cũng đã mô tả kết hợp dân sự và hôn nhân cùng giới như một con ngựa Trojan Trojan mà làm suy yếu về cơ bản tổ chức của gia đình.
Trong cuốn sách của ông ấy Credere e conoscere, xuất bản một thời gian ngắn trước khi qua đời vào năm 2012, Đức Hồng Y Carlo Maria Martini, cựu Tổng Giám mục Milan, đã đưa ra sự bất đồng của ông đối với người Công giáo đối với người đồng tính đoàn thể dân sự: "Tôi không đồng ý với các vị trí của những người trong Giáo hội, có vấn đề với các đoàn thể dân sự ", ông viết. "Không tệ, thay vì tình dục bình thường giữa nam giới, hai người có sự ổn định nhất định" và nói rằng "nhà nước có thể nhận ra họ". Mặc dù ông tuyên bố niềm tin của mình rằng "cặp đôi đồng tính luyến ái, như vậy, không bao giờ có thể hoàn toàn bị đánh đồng với một cuộc hôn nhân".

### Nhà thờ khác
Union of Methodist and Waldensian Churches đã trở thành giáo phái Kitô giáo Ý đầu tiên cho phép các phước lành của các cặp cùng giới vào năm 2010. Giáo hội Tin Lành Lutheran ở Ý đã cho phép phước lành của các cặp cùng giới kể từ năm 2011.

## Cơ quan đăng ký công đoàn địa phương và các sáng kiến địa phương khác
Đến đầu năm 2016, hơn 320 thành phố và thành phố trên khắp nước Ý đã giới thiệu các cơ quan đăng ký kết hợp dân sự (registro delle unioni civili) mà chính thức công nhận các cặp cùng giới. Các thanh ghi này hầu hết có giá trị tượng trưng và không ràng buộc về mặt pháp lý, mặc dù trong một số trường hợp chúng cung cấp các lợi ích địa phương rất hạn chế. Các thành phố lớn cung cấp đăng ký công đoàn dân sự bao gồm Rome, Bologna, Padua, Florence, Pisa, Bolzano, Palermo, Naples, Milan, Genoa, Bari, Catania, Brescia và Turin.

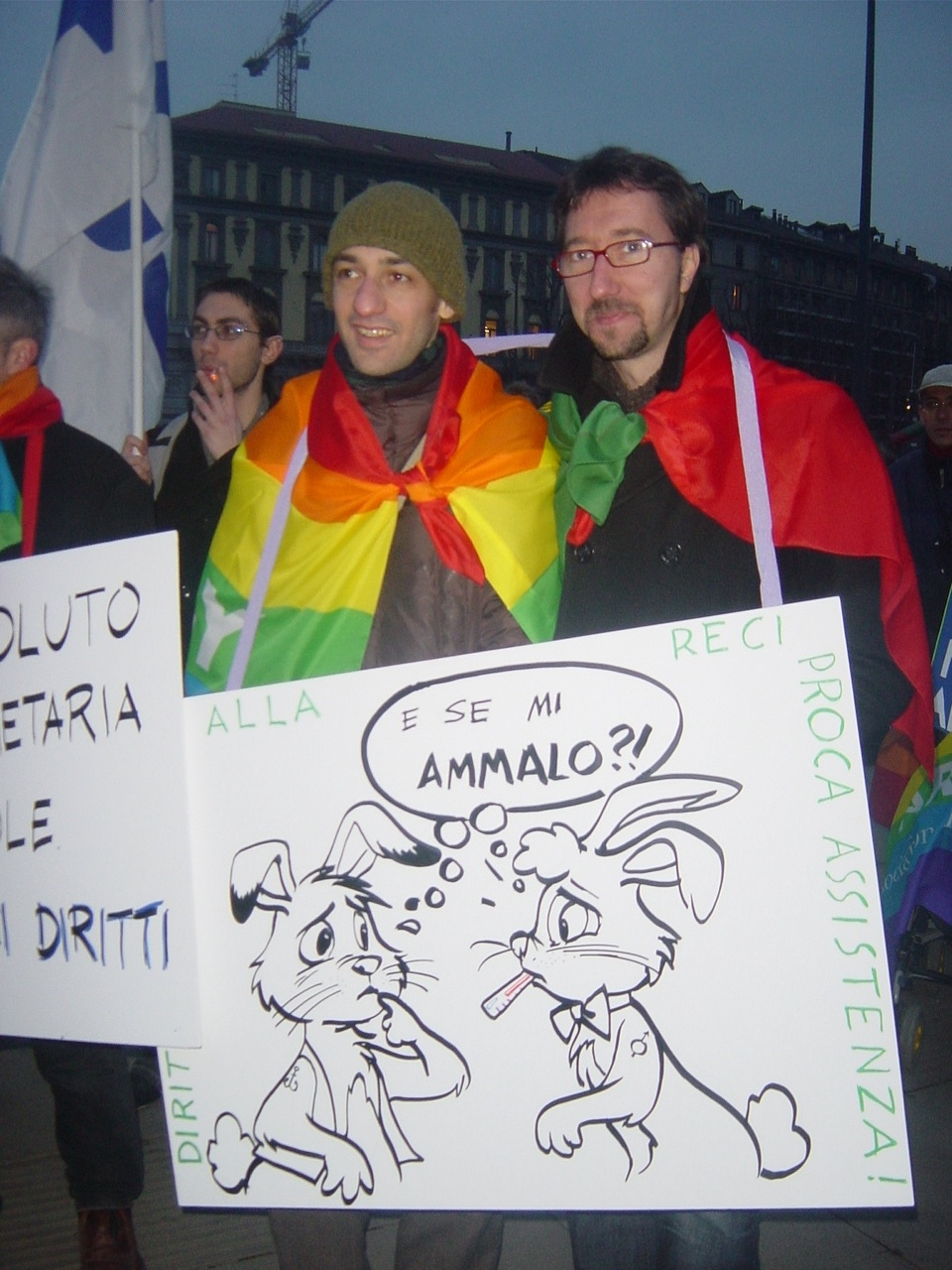
Người biểu tình ủng hộ PACS, tháng 2 năm 2006. Hình hoạt hình có đoạn: "Nếu tôi bị bệnh thì sao?".

Vào tháng 7 năm 2012, Thị trưởng Giuliano Pisapia hứa sẽ giới thiệu một sổ đăng ký chính thức của các liên minh dân sự đồng tính cho thành phố Milan, thành phố lớn nhất ở miền Bắc nước Ý, được thiết kế để dành một số sự bảo vệ pháp lý cho các cặp cùng giới sống chung, nhưng những điều này sẽ không tương đương với quyền kết hôn. Một phát ngôn viên của Tổng giáo phận Công giáo La Mã Milan đã trả lời bằng cách lập luận rằng có "nguy cơ tạo ra địa vị bình đẳng cho các gia đình dựa trên hôn nhân với những người được thành lập trên các liên minh dân sự sẽ hợp pháp hóa chế độ đa thê".
Vào ngày 27 tháng 7 năm 2012, Hội đồng thị trấn đã phê chuẩn đăng ký trong cuộc bỏ phiếu 29-7.
Vào tháng 1 năm 2013, một bệnh viện ở Padua đã công nhận cha mẹ cùng giới lần đầu tiên ở Ý. Bệnh viện đã thay thế từ "mẹ" và "cha" bằng từ "cha mẹ" trung lập về giới tính. Vào tháng 8 năm 2013, một ủy viên hội đồng thành phố Venice đã đề xuất thay thế từ "mẹ" và "cha" trong các tài liệu địa phương (trong khuôn viên trường học địa phương) bằng các từ "phụ huynh 1" và "phụ huynh 2" (Genitore 1 và Genitore 2). Dự án đã gây ra một cuộc tranh luận trong đó Bộ trưởng Hội nhập, Cécile Kyenge, đã can thiệp và ca ngợi giá thầu. Các chuyển động sau đó đã không được theo đuổi. Đề xuất Venice sau đó đã đến Bologna, nơi cơ quan điều hành của thành phố đề xuất một nghị quyết thay thế, thay thế "mẹ" và "cha" bằng "cha mẹ" và "cha mẹ khác" (Genitore và Altro Genitore).
Vào tháng 1 năm 2015, Hội đồng thành phố Rome đã phê chuẩn, trong một cuộc bỏ phiếu 32-10, một cơ quan đăng ký kết hợp dân sự, cho phép đăng ký kết hợp dân sự cùng giới và khác giới. Cơ quan đăng ký bắt đầu có hiệu lực vào ngày 21 tháng 5 năm 2015. Ngày hôm đó, 20 cặp vợ chồng - 14 người trong số họ đồng tính và 6 người trong số họ - đã cam kết với nhau tại Tòa thị chính của Rome.
Vào ngày 4 tháng 3 năm 2015, Hội đồng vùng Sicilia đã bỏ phiếu với 50 ayes, 5 giờ và 15 kiêng để tạo ra một sổ đăng ký liên minh dân sự khu vực cho phép các cặp vợ chồng, dù là dị tính hay đồng tính luyến ái, được hưởng mọi lợi ích của chính quyền khu vực. Luật được đặc biệt mong muốn bởi Rosario Crocetta, người đồng tính công khai đầu tiên Tổng thống Sicily. Liguria và Sicily là hai khu vực duy nhất có luật pháp như vậy.